# Forstenhöhe
Forstenhöhe ist ein Wohnplatz in der Gemeinde Kürten im Rheinisch-Bergischen Kreis.

## Lage
Die Ortslage liegt zwischen Bornen und Forsten und bildet mittlerweile mit Bornen einen geschlossenen Siedlungsbereich, so dass sie nicht mehr eigenständig wahrgenommen wird. Im Siedlungsbereich gibt es eine Straße Forstenhöhe, der eigentliche Ort hat seinen Ursprung jedoch an der Straße Im Junkernberg. Der Name Forstenhöhe nimmt Bezug auf die Ortslage Forsten.

## Geschichte
Die Siedlung wurde Anfang des 20. Jahrhunderts am Verbindungsweg von Forsten und Bornen erbaut. Ab dieser Zeit ist die Ortslage auf amtlichen Karten verzeichnet. In den 1960er und 1970er Jahren kam weitere Bebauung und damit der Anschluss an Bornen hinzu.